# Dagmara Kowalska
Dagmara Kowalska, z d. Kot (ur. 30 grudnia 1976 w Krapkowicach) – polska piłkarka ręczna, zawodniczka kadry narodowej grająca na pozycji rozgrywającej. Sześciokrotna Mistrzyni Polski (1996–2001), zdobywczyni Pucharu EHC (2001) i Challenge Cup (2008).

## Życiorys
Jest wychowanką klubu Otmęt Krapkowice, następnie grała w zespole JKS Jarosław. W latach 1996–2001 występowała w Monteksie Lublin, zdobywając z nim sześć tytułów mistrza Polski z rzędu oraz Puchar EHC (2001). Ta ostatnia wygrana to największy sukces w historii polskiej klubowej kobiecej piłki ręcznej na arenie międzynarodowej. Od 2001 do 2004 była zawodniczką Zagłębia Lubin, zdobywając z tą drużyną wicemistrzostwo Polski (2002). Następnie wyjechała do Hiszpanii, gdzie grała w zespole Akaba Bera Bera San Sebastian (2004-2006). W latach 2006–2008 była zawodniczką niemieckiego VfL Oldenburg, zdobywając z nim EHC Challenge Cup (2008) – trenerem tej drużyny był Leszek Krowicki. W sezonie 2008/2009 została zawodniczką drugoligowego niemieckiego SC Markranstädt. Od sezonu 2009/2010 gra w Borussii Dortmund, z którą w pierwszym swoim sezonie spadła do II ligi.
W reprezentacji Polski seniorek debiutowała 1 lutego 1997 w meczu eliminacji do mistrzostw świata z Izraelem. Wystąpiła w mistrzostwach Europy w 1998 (5. miejsce) i 2006 (8. miejsce) oraz mistrzostwach świata w 2005 (19 m.) i 2007 (11. miejsce). Po tym ostatnim turnieju nie występowała w reprezentacji niemal trzy lata. Wróciła do gry w biało-czerwonych barwach na jeden mecz towarzyski – 23 września 2010 z Chinami. Łącznie w reprezentacji Polski zagrała 108 razy, zdobywając 317 bramek.